# (8157) 1988 XG2
1988 أكس جي 2 (ويعرف أيضًا باسم (8157) 1988 أكس جي 2 وفق تسمية الكوكب الصغير) (بالإنجليزية: 1988 XG2)‏ هو كويكب ضمن حزام الكويكبات؛ وترتيبه 8157 من حيث الاكتشاف.
اكتُشف هذا الجُرم الفلكي بواسطة Yoshiaki Oshima ‏ في 15 ديسمبر 1988.

## وصلات خارجية
- (8157) 1988 XG2 في قاعدة بيانات مختبر الدفع النفاث لأجرام النظام الشمسي الصغيرة

- الاكتشاف · مخطط المدار ·  العناصر المدارية · المعلمات المادية

- (8157) 1988 XG2 على موقع ويكي سكاي: DSS2, SDSS, GALEX, IRAS, Hydrogen α, X-Ray, Astrophoto, Sky Map, Articles and images